# Kırıkgüney, Erbaa
Kırıkgüney là một xã thuộc huyện Erbaa, tỉnh Tokat, Thổ Nhĩ Kỳ. Dân số thời điểm năm 2011 là 343 người.